# 臺北市立弘道國民中學
台北市立弘道國民中學，簡稱弘道國中，是台北市裡的一所國民中學，位於中正區公園路上，中央氣象局正對面，周邊緊鄰臺北市立大學、北一女中、北市大附小、中華民國外交部、國家圖書館、二二八和平公園。

## 校史
弘道國中創立於1969年7月，為配合九年國民教育實施所新設立之國民中學，最初曾借用大理女中、北安女中之校舍上課。1971年後使用女師附小之校舍，並利用靠校區中山南路側作為學校正門。
1979年，台北市政府將位於原校區旁原規劃興建新市政大樓之五千多坪土地改作為弘道國中之新校地，1982年開始施工，弘道國中才遷移至現今之校地。

## 歷任校長
| 任 | 姓名   | 上任日期  | 卸任日期  | 上任前職務                                         | 卸任後職務                                         | 備註                                               |
| -- | ------ | --------- | --------- | -------------------------------------------------- | -------------------------------------------------- | -------------------------------------------------- |
| 1  | 張治寰 | 1969年8月 | 1972年7月 | 由臺北市立女子師範專科學校附屬國民小學校長同時兼任 | 由臺北市立女子師範專科學校附屬國民小學校長同時兼任 | 由臺北市立女子師範專科學校附屬國民小學校長同時兼任 |
| 2  | 林煇   | 1972年8月 | 1975年7月 | 臺北市立北政國民中學校長                           | 臺北市立介壽國民中學校長                           | 後於中山女中校長任內退休                           |
| 3  | 李炳炎 | 1975年8月 | 1987年7月 | 臺北市立景美國民中學校長                           | 臺北市立龍山國民中學校長                           |                                                    |
| 4  | 鄭美俐 | 1987年8月 | 1989年7月 | 臺北市立西松國民中學校長                           | 臺北市立復興高級中學校長                           | 後於北一女中校長任內退休                           |
| 5  | 魏瑞金 | 1989年8月 | 1994年7月 | 臺北市立雙園國民中學校長                           | 臺北市立啟聰學校校長                               | 後於啟聰學校校長任內退休                           |
| 6  | 王登方 | 1994年8月 | 1998年7月 | 臺北市立木柵國民中學校長                           | 臺北市立南港高級中學校長                           | 後於成功高中校長任內退休                           |
| 7  | 林秀珍 | 1998年8月 | 2002年7月 | 臺北市立成德國民中學校長                           |                                                    |                                                    |
| 8  | 韓桂英 | 2002年8月 | 2003年7月 | 臺北市立木柵國民中學校長                           | 事親假                                             | 後於南門國中校長任內退休                           |
| 9  | 陳今珍 | 2003年8月 | 2011年7月 | 臺北市立新興國民中學校長                           | 臺北市立華江高級中學校長                           | 後於華江高中校長任內退休                           |
| 10 | 梁振道 | 2011年8月 | 2019年7月 | 臺北市立懷生國民中學校長                           | 康橋國際學校林口校區中學部校長                     | 後於林口康橋國際學校中學部校長任內退休             |
| 11 | 賴宏銓 | 2019年8月 | 2023年7月 | 臺北市立永吉國民中學校長                           | 臺北市數位實驗高級中等學校校長                     |                                                    |
| 12 | 唐廷俊 | 2023年8月 | 現任      | 臺北市立福安國民中學校長                           |                                                    |                                                    |

### 組織架構
核定總班級數46班，教師預算員額數111人，職員工人數24人（含校長、職員、專任運動教練、約聘僱人員及職工），總計135人，下設3處3室。

## 學區

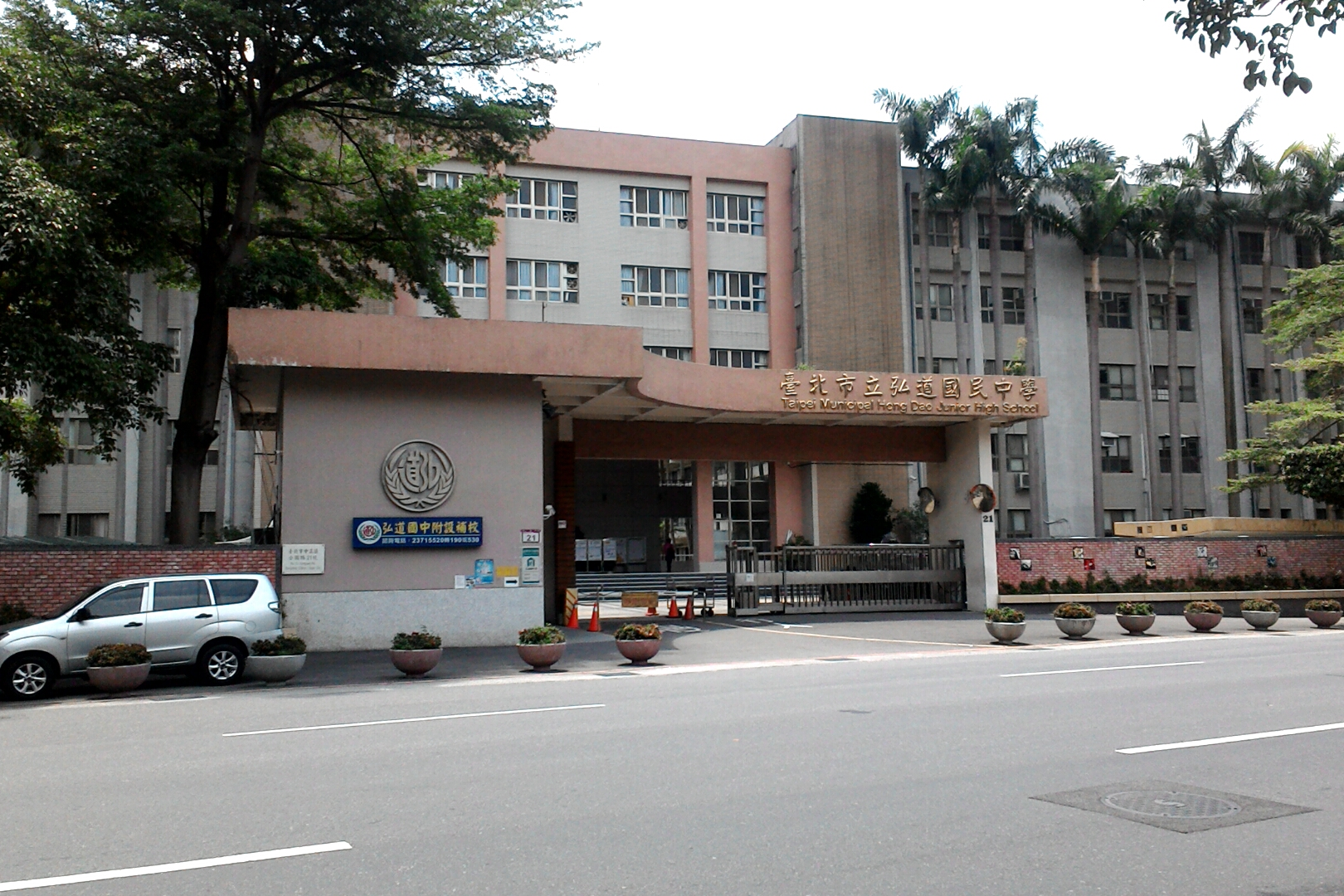
校門遠景。

- 光復里、建國里、黎明里、東門里、龍福里（1-18鄰）、幸福里（1-8鄰）。
- 文北里（8、9、10鄰）：懷生、弘道共同學區。
- 龍福里（19-21鄰）：南門、弘道共同學區。

## 周邊設施
- 臺北車站
- 臺北市立大學
- 臺北市立建國高級中學
- 臺北市立第一女子高級中學
- 臺北市立國語實驗國民小學
- 臺北市立大學附設實驗國民小學
- 臺北市數位實驗高級中等學校
- 外交部
- 總統府
- 中正紀念堂
- 國家音樂廳
- 國家戲劇院
- 國家圖書館
- 台北植物園
- 臺北市立中正國民中學
- 臺大醫院
- 臺北市中正區行政中心
- 南門市場

## 外部連結
- 臺北市立弘道國民中學 （页面存档备份，存于）